# Profondo Rosso
Profondo Rosso es una película dirigida en 1975 por Dario Argento y con David Hemmings y Daria Nicolodi en los papeles principales. La fotografía es de Luigi Kuvellier (que posteriormente desempeñaría su trabajo en la película Lo squartatore di New York); y la música, del pianista Giorgio Gaslini y del grupo italiano de rock progresivo Goblin.

## Argumento
Helga Hullmann, una vidente alemana, advierte una presencia inquietante en la sala donde está participando en una conferencia sobre parapsicología. Se trata de uno de los espectadores, que planea un delito sanguinario. Esa misma noche, una vez que la vidente ha vuelto a su casa, es asesinada brutalmente. Marc Daily (David Hemmings), joven pianista inglés, asiste por azar a los hechos sin poder intervenir ni reconocer al criminal. Decidido a encontrar al culpable y con la ayuda de una periodista (Daria Nicolodi), Marc empieza a investigar.

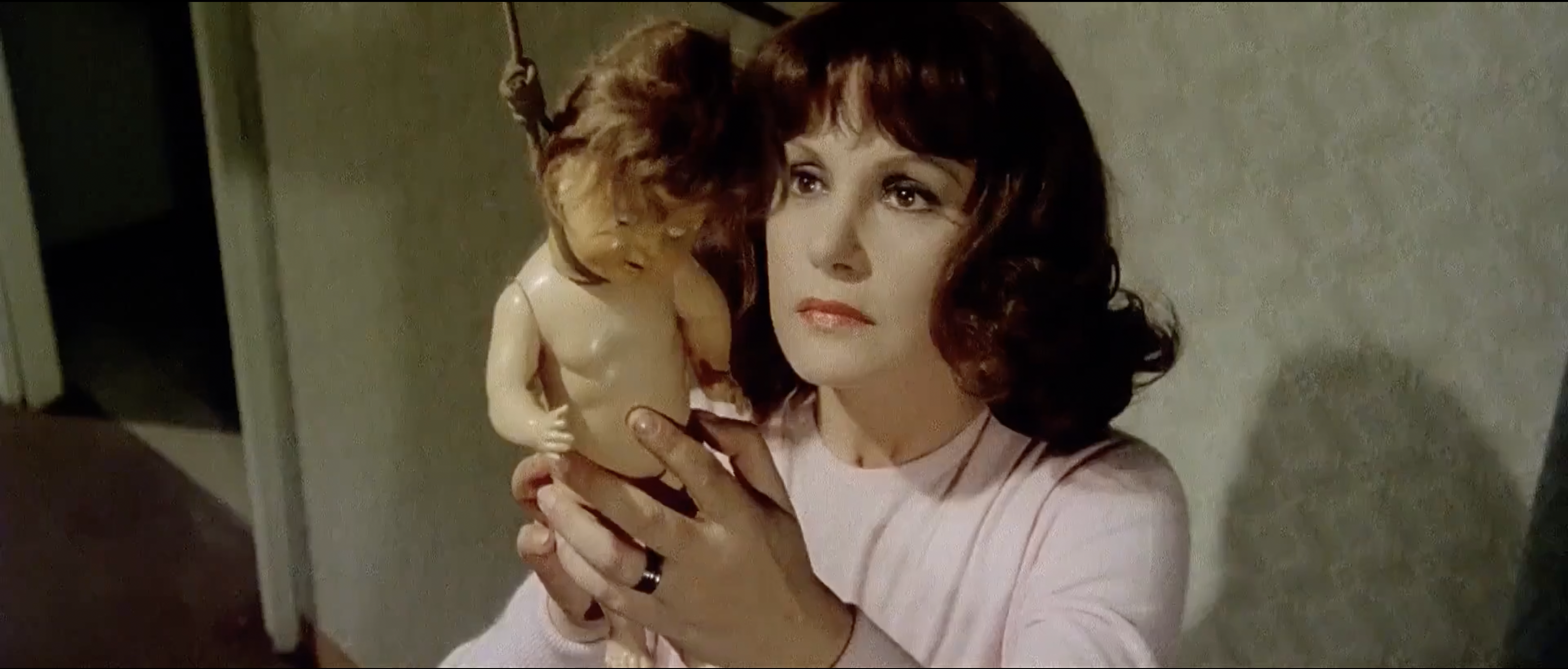
Giuliana Calandra (n. 1936) en un fotograma de la película.